# Последњи позив за Истанбул
Последњи позив за Истанбул (тур. İstanbul İçin Son Çağrı) турски је љубавни филм из 2022. у режији Гоненча Ујаника. Главне улоге тумаче Берен Сат и Киванч Татлитуг. Филм је 24. новембра 2023. приказао Netflix.

## Радња
Двоје људи у браку након случајног сусрета на аеродрому доживе незаборавну ноћ пуну узбуђења, пожуде и искушења у Њујорку.

## Улоге
| Глумац          | Улога  |
| --------------- | ------ |
| Берен Сат       | Серин  |
| Киванч Татлитуг | Мехмет |